# Ophiomastus tuberculata
Ophiomastus tuberculata är en ormstjärneart som beskrevs av Tommasi 1976. Ophiomastus tuberculata ingår i släktet Ophiomastus och familjen fransormstjärnor. Inga underarter finns listade i Catalogue of Life.